# Huntingburg
Huntingburg är en stad (city) i Dubois County, i delstaten Indiana, USA. Enligt United States Census Bureau har staden en folkmängd på 6 101 invånare (2011) och en landarea på 13,1 km².